# Cantata, BWV Anh. 192
De la Cantata, BWV Anh. 192 de Bach, no se'n conserva res; estava dedicada a l'elecció d'un nou Consell Municipal de Leipzig.